# Viktor Žmegač
Viktor Žmegač (Slatina, 21. ožujka 1929. – Zagreb, 20. srpnja 2022.) bio je hrvatski književni teoretičar, povjesničar, germanist, kroatist, muzikolog i književnik; professor emeritus na Filozofskom fakultetu u Zagrebu.

## Životopis
Viktor Žmegač rođen je u Slatini 1929. godine, gdje je završio osnovnu školu a gimnaziju je pohađao u Virovitici i Osijeku. Germanistiku je studirao u Zagrebu i Göttingenu. Doktorat znanosti stekao je 1959. godine, a od 1971. godine pa sve do umirovljenja 1999. godine redoviti je profesor njemačke književnosti na Filozofskom fakultetu u Zagrebu (od 2002. godine je professor emeritus). Objavio je više od 20 stručnih knjiga na hrvatskom i njemačkom jeziku – Duh impresionizma i secesije, Bečka moderna, Književni protusvjetovi (s Nikolom Batušićem i Zoranom Kravarom), Književnost i glazba i ine. 
Bio je glavni je urednik časopisa Umjetnost riječi te redoviti član HAZU, inozemni član Saske akademije u Leipzigu i član znanstvenoga društva Academia Europaea u Londonu.
Od 1985. godine bio je glavni urednik časopisa Germanistik i Text und Kontext. Objavljivao je rasprave i eseje iz njemačke i hrvatske književnosti te teorije i komparativne književnosti. 

## Djela
Nepotpun popis:
- Die Musik im Schaffen Thomas Manns, 1959.
- Kunst und Wirklichkeit, 1969.
- Mannerism or marinism?, 1969.
- Pogled na roman detekcije, 1970.
- O kritičkom pristupu trivijalnoj književnosti, 1973.
- Književno stvaralaštvo i povijest društva, 1976.
- Geschichte der deutschen Literatur vom 18. Jahrhundert bis zur Gegenwart, 1978. – 1984.
- Zur Poetik der expressionitischen Phase in der kroatischen Literatur, 1978.
- Die Realität als literarisches Problem, 1980.
- Zur Sozialgeschichte der Wiener Moderne, 1981.
- Težišta modernizma, 1986.
- Krležini evropski obzori, 1986., 2001.
- Povijesna poetika romana, 1987. (2. proš. izd. 1991., 3. proš. izd. 2004.)
- Der europäische Roman, Geschichte seiner Poetik, 1990., 1991.
- Tradition und Innovation, 1993.
- Književnost i filozofija povijesti, 1994.
- Der historische und der typologische Jude, 1996.
- Duh impresionizma i secesije, 1996.
- Bečka moderna, 1998. ( (2. proš. izd. 2012.)
- Hrvatska novela (zajedno s Ivom Frangešom), 1998.
- Književni protusvjetovi (zajedno s Nikolom Batušićem i Zoranom Kravarom), 2001.
- Književnost i glazba, 2003.
- Od Bacha do Bauhausa. Povijest njemačke kulture, 2006.
- Majstori europske glazbe, 2009.
- Prošlost i budućnost 20. stoljeća: kulturološke teme epohe, 2010.
- SMS eseji: zapisi 2007-2009., 2010.
- Filozof igra nogomet: zapisi: 2010. – 2011., 2011.
- Europski duh: zapisi 2011 - 2012., 2012.
- Europa x 10, 2014.
- Strast i konstruktivizam duha: temeljni umjetnički pokreti 20. stoljeća, 2014.
- Četiri europska grada: kulturološki obzori, 2017.
- Portreti gradova (2019.)[5][6]
- Vrhunski europski romani po mom izboru (2021.)[7]

## Nagrade, odličja i priznanja
Dobitnik je brojnih nagrada (Nagrada Grada Zagreba, Nazorova nagrada, Nagrada Krležina fonda, Gundolfova nagrada za germanistiku, Herderova nagrada). Odlikovan je Velikim križem za zasluge Savezne Republike Njemačke.
- 1977.: Nagrada Grada Zagreba.
- 1987.: Nazorova nagrada.
- 1987.: Gundolfova nagrada za germanistiku Akademije za jezik i književnost Savezne Republike Njemačke.
- 1990.: Nagrada Krležina fonda.
- 1993.: Herderova nagrada zaklade FSV i Sveučilišta u Beču.
- 1993.: Znanstvena nagrada zaklade Alexander von Humboldt.
- 1996.: Nagrada »Europski krug« Hrvatskog vijeća europskog pokreta.
- 1998.: Nagrada Grada Zagreba.
- 1998.: Veliki križ za zasluge Savezne Republike Njemačke.
- 2000.: Državna nagrada za životno djelo.
- 2002.: Strossmayerova nagrada (zajedno s Nikolom Batušićem i Zoranom Kravarom).
- 2004.: Nazorova nagrada za životno djelo.
- 2005.: Inina nagrada, za promicanje hrvatske kulture u svijetu.
- 2006.: Nagrada Matice hrvatske za znanost »Oton Kučera«.
- 2006.: Nagrada HAZU »Josip Juraj Strossmayer« (za 2005.).
- 2007.: Nagrada Krležina fonda.
- 2007.: Nagrada Pulskoga sajma knjiga »Kiklop«.
- 2009.: Nagrada Pulskoga sajma knjiga »Kiklop«.
- 2009.: Nagrada Bavarske akademije umjetnosti.
- 2010.: Medalja Antuna Barca, za doprinos proučavanju i promicanju znanosti o hrvatskoj književnosti.[8]
- 2010.: Nagrada Pulskoga sajma knjiga »Kiklop«.
- 2011.: Nagrada Pulskoga sajma knjiga »Kiklop«.
- 2014.: Nagrada »Josip Andreis«, za muzikologiju Hrvatskoga društva skladatelja.
- 2014.: Nagrada Višnja Machiedo Hrvatskoga P.E.N. centra.
- 2015.: Nagrada Pulskoga sajma knjiga »Kiklop«.

## Vanjske poveznice
Mrežna mjesta
- Žmegač, Viktor Hrvatska enciklopedija
- Žmegač, Viktor, životopis i bibliografija na stranicama Hrvatske akademije znanosti i umjetnosti
- Viktor Žmegač, životopis i djela na stranicama Matice hrvatske